# Tonny Media
Tonny Media is een Nederlands mediabedrijf gespecialiseerd in het produceren van podcasts. In 2020 werd het bedrijf opgericht door Titus van Dijk, Jaap Reesema en Sander Schimmelpenninck. Het bedrijf produceert ook televisieprogramma's, reclamecampagnes en (online) evenementen.
Op 23 augustus 2024 werd bekend dat het Deense podcastplatform Podimo Tonny Media over had genomen van de oprichters. Tonny Media bleef onafhankelijk van Podimo opereren en de gratis producties die op andere platformen te beluisteren waren zouden niet ineens achter een betaalmuur komen te staan. Het bood Tonny Media vooral de mogelijkheid om door te groeien als bedrijf. Eerder nam Podimo Dag en Nacht Media al over onder vergelijkbare voorwaarden.

## Producties
| Podcast producties van Tonny Media | Podcast producties van Tonny Media       | Podcast producties van Tonny Media                      | Podcast producties van Tonny Media                                 |
| Jaar                               | Productie                                | Podcasters                                              | Opmerking(en)                                                      |
| ---------------------------------- | ---------------------------------------- | ------------------------------------------------------- | ------------------------------------------------------------------ |
| 2018–heden                         | De Derde Helft                           | Gijs Niehe, Tim Niehe, Koen Snijders en Pepijn Veerman  | Veerman sloot aan vanaf 2021                                       |
| 2019–heden                         | Zelfspodcast                             | Jaap Reesema en Sander Schimmelpenninck                 | Alleen via Podimo                                                  |
| 2020–2021                          | De Kiesmannen                            | Jochem Jordaan, Dylan Ahern en Floris Rijssenbeek       |                                                                    |
| 2020–2023                          | EFFE RELATIVEREN                         | Kaj Gorgels                                             |                                                                    |
| 2020–heden                         | #METZNALLEN                              | Gwen van Poorten                                        |                                                                    |
| 2020–heden                         | Ruben Tijl Ruben – DÉ Podcast            | Ruben Nicolai, Tijl Beckand en Ruben van der Meer       |                                                                    |
| 2021                               | G-Spotcast                               | Kaylee Choi-Fung van Schuilenburg en Sacha Rupert       |                                                                    |
| 2021                               | To: Due Date                             | Kim Kötter en Jaap Reesema                              |                                                                    |
| 2021                               | Lekker Slap Lullen                       | Niek Roozen en Vincent Visser                           |                                                                    |
| 2021                               | Kind Kan De Was Doen                     | Maxim Hartman                                           |                                                                    |
| 2021                               | Hertzberger's Inbox                      | Rosanne Hertzberger                                     |                                                                    |
| 2021                               | Ondergronds Verleden                     | Ellemieke Middelhoff                                    |                                                                    |
| 2021                               | Gerards Toegift                          | Gerard van den Broek                                    |                                                                    |
| 2021                               | Stel Je Wint De Loterij                  | Justin Verkijk                                          | In samenwerking met de Nationale Postcode Loterij                  |
| 2021                               | Sophie Achter De Geraniums               | Sophie Milzink                                          |                                                                    |
| 2021                               | Kiki kijkt: De Bachelor                  | Kiki Düren                                              | Voorheen Kiki Kijkt Alles                                          |
| 2021                               | De Kleine Pauze                          | Kim Kötter, Jaap Reesema, Nienke Plas en Maxim Hartman  | In samenwerking met Coca-Cola light                                |
| 2021                               | Hou Je Vastgoed                          | Maarten de Gruyter en Sander Schimmelpenninck           |                                                                    |
| 2021–2022                          | Help Louis                               | Barman Louis                                            |                                                                    |
| 2021–2022                          | Jaap & Kim: Nu Wij Niet Meer Praten      | Kim Kötter en Jaap Reesema                              |                                                                    |
| 2021–2022                          | Taalnatie                                | Wisselende sprekers                                     | Werd opgevolgd door Taalpolitie                                    |
| 2021–2022                          | De Kunstkoeriers                         | Wisselende sprekers                                     |                                                                    |
| 2021–2022                          | Cryptotrein                              | Mark Koster                                             |                                                                    |
| 2021–2023                          | Marc-Marie & Aaf Vinden Iets             | Aaf Brandt Corstius en Marc-Marie Huijbregts            |                                                                    |
| 2021–heden                         | Geuze & Gorgels                          | Monica Geuze en Kaj Gorgels                             |                                                                    |
| 2021-heden                         | De Shitshow                              | Janneke van der Horst en Stéphanie Hoogenberk           |                                                                    |
| 2022                               | Praktijk Isa & Medina                    | Isa Hoes en Medina Schuurman                            |                                                                    |
| 2022                               | Je Derde Leven                           | Ivo Niehe                                               |                                                                    |
| 2022                               | 113 met Sofie                            | Sofie van den Enk                                       | In samenwerking met LINDA.                                         |
| 2022–2023                          | Marc-Marie & Aaf Vinden Nog Eens Iets    | Aaf Brandt Corstius en Marc-Marie Huijbregts            | Uitbreiding op Marc-Marie & Aaf Vinden Iets Alleen op Podimo       |
| 2022–2023                          | Schuurman & Spigt Ruimen Op              | Katja Schuurman en Frédérique Spigt                     | Alleen op Podimo                                                   |
| 2022–2023                          | Estelle & Joëlle all-in                  | Joëlle Gullit en Estelle Cruijff                        |                                                                    |
| 2022–2023                          | Schotschrift                             | Willem Treur                                            | Alleen op Podimo                                                   |
| 2022–2023                          | Moet Jij Weten                           | Iris Enthoven                                           | Alleen op Podimo                                                   |
| 2022–2024                          | Julius' Voorraadkast                     | Julius Jaspers                                          |                                                                    |
| 2022–2024                          | Voordat De Bom Valt                      | Jelle Brandt Corstius                                   |                                                                    |
| 2022–2024                          | Taalpolitie                              | Thomas van Luyn en Gijs van Engelen                     | Vóór september 2023 met Philip Freriks in plaats van Van Luyn      |
| 2022–heden                         | De Beste Smaak van Nederland             | Jan Versteegh en Rámon Verkoeijen                       | Alleen op Podimo                                                   |
| 2022–heden                         | De Snobcast                              | Jort Kelder en Yvo van Regteren Altena                  |                                                                    |
| 2022–heden                         | Darmstad FM                              | Tina de Bruin                                           | Sinds september 2023 alleen op Podimo                              |
| 2022–heden                         | Geuze & Gorgels Extra                    | Monica Geuze en Kaj Gorgels                             | Uitbreiding op Geuze & Gorgels Alleen op Podimo                    |
| 2022–heden                         | Maandag Klaagdag                         | Robbert Rodenburg en Daan Hoogervorst                   |                                                                    |
| 2022–heden                         | De Grote Gwen en Geraldine Show          | Geraldine Kemper en Gwen van Poorten                    | Voorheen De Grote Vooroordelen Show                                |
| 2022–heden                         | Kibbeling                                | Kelvin Boerma en Nina Warink                            |                                                                    |
| 2022–heden                         | BIMS                                     | Soundos El Ahmadi, Edson da Graça en Quinty Misiedjan   | Alleen op Podimo                                                   |
| 2023                               | Van Gogh en de weg naar wereldroem       | Frank van der Lende                                     |                                                                    |
| 2023                               | Koffer 23                                | Tygo Gernandt                                           | In samenwerking met de Nationale Postcode Loterij                  |
| 2023                               | Door de ogen van de Koning               | Koning Willem-Alexander en Edwin Evers                  | In samenwerking met de Rijksvoorlichtingsdienst                    |
| 2023                               | Marc-Marie en Jan zijn voor niemand bang | Marc-Marie Huijbregts en Jan Uriot                      | Alleen op Podimo                                                   |
| 2023–2024                          | Ellen & Naomi: Super Sunday              | Ellen Hoog en Naomi van As                              |                                                                    |
| 2023-2024                          | Hoeke & Boeke                            | Eva Hoeke en Frida Boeke                                |                                                                    |
| 2023-2024                          | SexGPT                                   |                                                         |                                                                    |
| 2023–heden                         | Marc-Marie & Isa Vinden Iets             | Marc-Marie Huijbregts en Isa Hoes                       | Vervanger van Marc-Marie & Aaf Vinden Iets                         |
| 2023-heden                         | Drie Kwartjes                            | Wiwa en Freddy                                          |                                                                    |
| 2023–heden                         | Aaf en Lies lossen het wel weer op       | Aaf Brandt Corstius en Lies Visschedijk                 | Vervanger van Marc-Marie & Aaf Vinden Iets                         |
| 2023–heden                         | Aaf en Lies pakken door                  | Aaf Brandt Corstius en Lies Visschedijk                 | Uitbreiding op Aaf en Lies lossen het wel weer op Alleen op Podimo |
| 2023–heden                         | Je Favoriete Podcast                     | Stefan de Vries, Julia Heetman en Sean Demmers          |                                                                    |
| 2024-heden                         | Afteren                                  | Justin Verkijk en Nellie Benner                         |                                                                    |
| 2024-heden                         | Geschiedenis Inside                      | Gijs van Engelen en Thomas van Luyn                     |                                                                    |
| 2024-heden                         | Unfinished Business                      | Danique Bossers en Pieter Musters                       |                                                                    |
| 2024-heden                         | STRAFBAAR                                | Tony Boersma en Jens Olde Kalter                        |                                                                    |
| 2024-heden                         | Vik & Gert                               | Viktor Verhulst en Gert Verhulst                        |                                                                    |
| 2024-heden                         | Confession Club                          | Jade Anna, Nura van Vliet, Bibi Meijer en Steijn Dolore |                                                                    |
| 2025–heden                         | Fred & Ries                              | Fred van Leer en Richard Groenendijk                    |                                                                    |